# Polygala hickeniana
Polygala hickeniana är en jungfrulinsväxtart som beskrevs av Grondona. Polygala hickeniana ingår i släktet jungfrulinssläktet, och familjen jungfrulinsväxter. Inga underarter finns listade i Catalogue of Life.